# Dennis Aogo
Dennis Aogo (nascut el 14 de gener de 1987 a Karlsruhe, Alemanya), és un exfutbolista alemany que ha jugat com a defensa a l'Hamburg SV, entre d'altres.

## Internacional
Ha estat internacional amb la selecció de futbol d'Alemanya, amb la qual ha jugat 12 partits.

### Participacions en Copes del Món
| Mundial                        | Sede       | Resultat |
| ------------------------------ | ---------- | -------- |
| Copa Mundial de Futbol de 2010 | Sud-àfrica |          |

## Clubs
| Club          | País     | Any         |
| ------------- | -------- | ----------- |
| SC Freiburg   | Alemanya | 2005 - 2008 |
| Hamburg SV    | Alemanya | 2008 - 2013 |
| FC Schalke 04 | Alemanya | 2013 - 2017 |
| VfB Stuttgart | Alemanya | 2017 -      |